# Heteropoda emarginativulva
Heteropoda emarginativulva är en spindelart som beskrevs av Embrik Strand 1907. Heteropoda emarginativulva ingår i släktet Heteropoda och familjen jättekrabbspindlar. Inga underarter finns listade i Catalogue of Life.